# Джонні-Стікс 2
Джонні-Стікс 2 (англ. Johny Sticks 2) — індіанська резервація в Канаді, у провінції Британська Колумбія, у межах регіонального округу Карібу.

## Населення
За даними перепису 2016 року, індіанська резервація нараховувала 10 осіб, показавши скорочення на 50,0%, порівняно з 2011-м роком. Середня густина населення становила 3,3 осіб/км².

## Клімат
Середня річна температура становить 4,7°C, середня максимальна – 20,3°C, а середня мінімальна – -15,2°C. Середня річна кількість опадів – 365 мм.
| Клімат поселення                              | Клімат поселення | Клімат поселення | Клімат поселення | Клімат поселення | Клімат поселення | Клімат поселення | Клімат поселення | Клімат поселення | Клімат поселення | Клімат поселення | Клімат поселення | Клімат поселення | Клімат поселення |
| Показник                                      | Січ.             | Лют.             | Бер.             | Квіт.            | Трав.            | Черв.            | Лип.             | Серп.            | Вер.             | Жовт.            | Лист.            | Груд.            |                  |
| Середній максимум, °C                         | −1,33            | 2,70             | 7,02             | 12,09            | 16,83            | 20,25            | 20,20            | 20,07            | 15,10            | 9,29             | 2,12             | −2,86            |                  |
| Середня температура, °C                       | −8,25            | −4,23            | 0,07             | 5,16             | 9,90             | 13,30            | 16,19            | 16,04            | 11,08            | 5,27             | −1,88            | −6,86            |                  |
| Середній мінімум, °C                          | −15,18           | −11,17           | −6,85            | −1,77            | 2,97             | 6,38             | 12,19            | 12,03            | 7,07             | 1,26             | −5,9             | −10,88           |                  |
| Норма опадів, мм                              | 28               | 18               | 17               | 17               | 33               | 57               | 42               | 43               | 29               | 24               | 26               | 31               |                  |
| Середньомісячна швидкість вітру, м/с          | 2.10             | 2.21             | 2.50             | 2.70             | 2.50             | 2.30             | 2.16             | 1.99             | 2.00             | 2.30             | 2.40             | 2.27             |                  |
| Середньомісячна сонячна радіація, кДж/м²·день | 3046             | 5979             | 10876            | 15764            | 19153            | 20780            | 21360            | 18086            | 12549            | 6895             | 3368             | 2316             |                  |
| --------------------------------------------- | ---------------- | ---------------- | ---------------- | ---------------- | ---------------- | ---------------- | ---------------- | ---------------- | ---------------- | ---------------- | ---------------- | ---------------- | ---------------- |
| Джерело:                                      |                  |                  |                  |                  |                  |                  |                  |                  |                  |                  |                  |                  |                  |